# Jan Grulich
Jan Grulich (* 26. května 1975 Opočno) je český politik a ředitel ZŠ a MŠ Trivium Plus v Dobřanech, od roku 2020 senátor za obvod č. 48 – Rychnov nad Kněžnou, v letech 2020 až 2024 zastupitel Královéhradeckého kraje, člen TOP 09.

## Život
Vystudoval germanistiku na Technické univerzitě v Liberci a Univerzitě Pardubice. Dále absolvoval roční studium v Basileji (St. Chrischona) ve Švýcarsku, roční funkční studium pro ředitele škol a magisterské studium personalistiky a andragogiky.
Jako pedagog působí od roku 1999 ve škole v Dobřanech, kterou sám jako žák navštěvoval, v roce 2005 se stal ředitelem této školy. Za jeho působení se zvýšil počet žáků této vesnické školy ze 72 na 184 (obec Dobřany má 132 obyvatel) a škola získala mnoho ocenění. Žáci této školy dosáhli nejlepších výsledků v ČR v mezinárodním testování PISA 2015. V letech 2018 až 2019 vedl celkovou přestavbu školy a nástavbu celého patra. Žáci i učitelé museli na celý rok budovu opustit a učili se v náhradních prostorách. V roce 2020 tato stavba získala zvláštní cenu poroty v soutěži “Stavba roku královéhradeckého kraje”. Za jeden rok se podařilo od rodičů i ve veřejných sbírkách sehnat 11 mil. Kč na dofinancování přestavby.
V roce 2020 se Jan Grulich stal absolutním vítězem ankety “Ředitel roku”.
V letech 2011 až 2013 vedl výstavbu víceúčelového centra Církve bratrské v Bystrém – ELADA, které získalo ocenění „Stavba roku Královéhradeckého kraje 2014“. V roce 2013 v této budově založil novou mateřskou školu. Spoluorganizuje koncerty a kulturní a vzdělávací akce v tomto multifunkčním centru. Mimo školu spoluvlastní malou rodinnou firmu.
Jan Grulich žije v obci Sedloňov v okrese Rychnov nad Kněžnou, má tři děti. Mezi jeho hlavní zájmy a koníčky patří hlavně jeho práce ve školství, dále pak fotografování, horské kolo a hudba.

## Politické působení
Od roku 2010 je členem TOP 09. V krajských volbách v roce 2016 kandidoval za stranu do Zastupitelstva Královéhradeckého kraje, ale neuspěl. Skončil jako druhý náhradník. Nicméně v říjnu 2017 zemřel Adolf Klepš a na konci roku 2019 na mandát rezignoval Leoš Heger. Od ledna 2020 se tak stal krajským zastupitelem.
Od roku 2016 je navíc členem Výboru pro výchovu, vzdělávání a zaměstnanost v Královéhradeckém kraji a od listopadu 2019 členem výkonného výboru TOP 09. Od roku 2011 do roku 2021 byl předsedou Komise pro sociálně-právní ochranu dětí v Dobrušce.
Ve volbách do Senátu PČR v roce 2020 kandidoval za TOP 09 a LES v obvodu č. 48 – Rychnov nad Kněžnou. Podpořili ho také KDU-ČSL, hnutí STAN a Piráti. V prvním kole získal 24,37 % hlasů, a postoupil tak ze 2. místa do druhého kola, v němž porazil kandidáta hnutí ZA OBČANY Miroslava Antla poměrem hlasů 59,65 % : 40,34 %, a stal se tak senátorem.
V Senátu je 1. místopředsedou Senátorského klubu ODS a TOP 09, je rovněž členem Organizačního výboru a Výboru pro vzdělávání, vědu, kulturu, lidská práva a petice.
V krajských volbách v roce 2020 obhájil jako člen TOP 09 post zastupitele Královéhradeckého kraje, když kandidoval za subjekt „Spojenci pro Královéhradecký kraj“ (tj. TOP 09, HDK, LES). Na kandidátce původně figuroval na 11. místě, ale vlivem preferenčních hlasů skončil čtvrtý. Ve volbách v roce 2024 obhajoval jako člen TOP 09 post zastupitele Královéhradeckého kraje, a to na kandidátce uskupení „Čtyřkoalice STAROSTOVÉ, TOP 09, HDK, LES“. Neuspěl však, a mandát krajského zastupitele tak neobhájil.